# Грешен фест
Грешен фест (на английски: Wrong Fest) е музикален фестивал, който се провежда за пръв път на стадиона в софийското село Войнеговци.

## Идея и цел на фестивала
Основната цел на фестивала е да обогати българската музикална култура чрез осигуряването на поле за изява  главно на рок и метъл групи от България. 
| „                    | Wrong Fest се превръща в символ на надеждата за развитието на българската рок сцена | “ |
| На 12 май в Novanews |                                                                                     |   |

 Той провокира хората да търсят удоволствието на музиката не само в сърцевината на големия град, но и да ги насочи към красивите и не толкова популярни места около София . Локацията за провеждането на фестивала е избрана с идеята да се популяризират селищата в периферията на град София , както и да се стимулира селския туризъм в село Войнеговци. Събитието с експериментален характер е подкрепено от столичното ъндърграунд-заведение The Wrong Bar.

## История

### Wrong Fest 2013
Първото издание на „Wrong Fest“ е еднодневно и се провежда на 21 септември 2013 г. – Wrong Day (Грешен Ден). В програмата участват седем български рок и метъл групи . Хедлайнери са траш метълите от Odd Crew 
| Wrong Fest 2013                                                        |
| Wrong Day 21.09 (Грешен ден)                                           |
| Odd Crew Vendetta Corecom Maze Der Hunds Soundprophet Casual Threesome |

### Wrong Fest 2014
Второто издание на Wrong Fest се провежда на 21 и 22 юни 2014 г. успоредно с настъпването на астрономическото лято . Във фестивала взимат участие 14 групи, които са тематично разделени в два дни – Right Day (Правилен Ден) и Wrong Day (Грешен Ден) . Като специални гости са три от групите – Superhiks и Conquering Lion от Македония, както и Baildsa от Гърция. Хедлайнери за Правилния Ден са македонската ска-пънк формация Superhiks, а за Грешния Ден – алтернативната метъл група Smallman .
| Wrong Fest 2014                                                                          |                                                                                     |
| Right Day 21.06 (Правилен Ден)                                                           | Wrong Day 22.06 (Грешен Ден)                                                        |
| Superhiks (Мкд) Млък! Baildsa (Гър) Lidum Merrko Conquering Lion (Мкд) Rebelites Sha-Sha | Smallman Babyface Clan Panican Whyasker Der hunds Сепуко 6 Soundprophet Omnipresent |

Отзвук и реакция за второто издание на Wrong Fest:
| „                             | Страхотно озвучаване на всички групи и през двата фестивални дни – благодаря на хората, отговорни за прекрасния звук... и да продължим с благодарностите към музикантите за професионалните изпълнения, на феновете и тяхната задобряваща фестивална култура,... | “ |
| На 30 юни в „Метъл Хангар 18“ | |   |

### Wrong Fest 2015
Третото издание на Wrong Fest се провежда на 20 и 21 юни 2015 г., отново в уикенда, който съвпада с настъпването на астрономическото лято . През 2015 във фестивала взимат участие 15 групи, разделени тематично в два дни – Wrong Day (Грешен Ден) и Right Day (Правилен Ден) . Третото издание на фестивала е със засилено участие на чужди групи, между които и са британските – The Subways, шведите от Truckfighters, американските рокаджии Valley of the Sun, както и Planet of Zeus и Tuber от Гърция. Български хедлайнери за Грешния Ден са Анимационерите, а за Правилния Ден – Babyface Clan. Поради проблем с главния генератор, британските хедлайнери не успяват да излезнат на сцената и да свирят музиката си.
| Wrong Fest 2015 | |
| Wrong Day 20.06 (Грешен Ден) | Right Day 21.06 (Правилен Ден)                                                                          |
| Valley of the Sun (Сащ) Анимационерите Planet of Zeus (Гър) Tuber (Гър) Kottarashky & The Rain Dogs Marauders Inc. Tona (Срб) The Flying Detachment | The Subways (Анг) Truckfighters (Шве) Babyface Clan Popa Sapka (Рум) Hayes&Y Wooldozer (Рум) Пластик Бо |

Официалното видео, което предава атмосферата на фестивала е тук. Официален доклад за третото издание на Wrong Fest:
| „                      | Да, фестивалът има и кемп-част, която съвсем не е малка. Десетки разнообразни палатки оцветяват пространството от поляната най-отзад, зад три спретнати химическки тоалетни + ниска „чешма“ до тях. Всичко си имаме! А отпред – енергични спортяги играят волейбол на мрежа. Да отидеш на Грешен метъл-рок фест и да цъкаш волейболче, големи ентусиасти!,... | “ |
| На 25 юни в „My Sound“ | |   |

## Снимки
- Панорамна гледка от стадиона към нощна София
- Soundprophet на Wrong Fest 2013
- Боби Косатката от „Der Hunds“
- Wrong Fest